# ناحیه لاپن‌رانتا
ناحیه لاپِن‌ْرانْتا زیرمجموعه‌ای از کارلیای جنوبی و یکی از ناحیه‌ها در فنلاند از سال ۲۰۰۹ است.

## شهرداری‌ها
| نشان ملی              | شهرداری               |
| --------------------- | --------------------- |
| Lappeenrannan vaakuna | لاپن‌رانتا (شهر)       |
| Lemin vaakuna         | لمی (شهرداری)         |
| Luumäen vaakuna       | لومکی (شهرداری)       |
| Savitaipaleen vaakuna | ساوی‌تایپاله (شهرداری) |
| Taipalsaaren vaakuna  | تایپالساری (شهرداری)  |